# Har Amasa
Har Amasa (hebr. הר עמשא) – kibuc położony w samorządzie regionu Tamar, w Dystrykcie Południowym, w Izraelu.
Leży w północnej części pustyni Negew, w pobliżu miasta Morza Martwego, w odległości 14 km na północny wschód od miasta Arad.
Członek Ruchu Kibuców (Ha-Tenu’a ha-Kibbucit).

## Historia
Kibuc został założony w 1989.

## Gospodarka
Gospodarka kibucu opiera się na rolnictwie.